# Roszkowo (Kościan)
Pour les articles homonymes, voir Roszkowo.
Roszkowo (prononciation : [rɔʂˈkɔvɔ]) est un village polonais de la gmina de Czempiń dans le powiat de Kościan de la voïvodie de Grande-Pologne dans le centre-ouest de la Pologne.

## Histoire
De 1975 à 1998, le village faisait partie du territoire de la voïvodie de Poznań.

Depuis 1999, Roszkowo est situé dans la voïvodie de Grande-Pologne.